# 越南壯鮊
越南壯鮊（学名：Araiocypris batodes），為輻鰭魚綱鯉形目鲴科壯鮊属的其中一種。分布於亞洲越南淡水流域，體長可達3.3公分，棲息在沙底質、森林覆蓋的溪流淺層水域，群游。生活習性不明。